# 史蒂文斯縣 (堪薩斯州)
史蒂文斯縣（英語：Stevens County，縮寫SV）是美国堪薩斯州西南部的一個縣，南鄰奧克拉荷馬州，面積1,885平方公里。根據2020年美國人口普查，共有人口5,250人。縣治休戈頓。該縣政府成立於1886年8月13日，縣名紀念代表宾夕法尼亚州的聯邦眾議員撒迪厄斯·史蒂文斯。
本縣為一禁酒的縣。